# 陳充
陳充（?—?）字若虛，自號中庸子，四川成都人，宋朝政治人物。進士出身。
陳充於宋朝雍熙中進士及第，宋真宗時累官刑部郎中，大中祥符六年(1013年)擢升為西京御史臺。終年七十，臨終前自為墓誌銘。著有《中庸子集》二十卷。

## 延伸阅读
[在维基数据编辑]
 《宋史·卷441》，出自脱脱《宋史》